# Katerina Batzeli

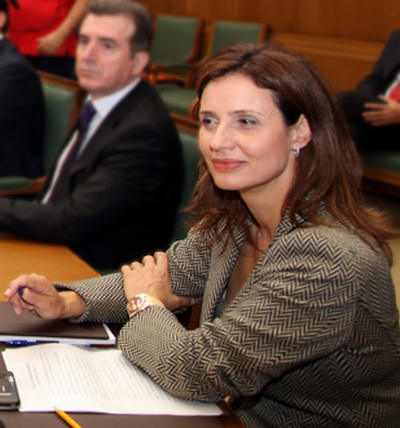
Katerina Batzeli

Katerina Batzeli (griechisch Κατερίνα Μπατζελή, auch Ekaterina Batzeli (Αικατερίνη Μπατζελή), * 25. Mai 1958 in Athen) ist eine griechische Politikerin (PASOK). Sie war vom 7. Oktober 2009 bis 7. September 2010 Ministerin für landwirtschaftliche Entwicklung und Ernährung.

## Leben
Nach einem Studium der Wirtschaftswissenschaften an der Universität Athen (1976–81) und der Universität Brüssel (1982–83) arbeitete Batzeli bis 1989 als Mitarbeiterin bei der Sozialdemokratischen Fraktion im Europaparlament. 1989 bis 1993 war sie Mitglied des Kabinetts von Vasso Papandreou, die in dieser Zeit EG-Kommissarin für soziale Angelegenheiten war.
1994 wechselte Batzeli in die nationale Politik und wurde Generalsekretärin für europäische und internationale Angelegenheiten am griechischen Landwirtschaftsministerium. Außerdem übernahm sie Parteiämter in der griechischen sozialistischen Partei PASOK.
Von 1996 bis 2004 arbeitete sie unter anderem für den europäischen Bauernverband COPA, dessen Arbeitsgruppe „Olivenöl“ sie leitete.
Bei der Europawahl 2004 wurde sie ins Europäische Parlament gewählt und war dort von 2004 bis 2007 Sprecherin der Sozialdemokratischen Fraktion im Ausschuss für Landwirtschaft und ländliche Entwicklung. Danach übernahm sie den Vorsitz im Ausschuss für Kultur und Bildung und gehörte dem Ausschuss für Landwirtschaft ebenso wie dem Ausschuss für Wirtschaft und Währung seitdem nur noch als stellvertretendes Mitglied an.
Bei den Parlamentswahlen in Griechenland 2009 wurde Batzeli in das Griechische Parlament gewählt. Ministerpräsident Giorgos Andrea Papandreou berief sie am 7. Oktober 2009 als Landwirtschaftsministerin in seine Regierung. Bei der Kabinettsumbildung am 7. September 2010 schied sie aus der Regierung aus.